# Paramorphoscelis
Paramorphoscelis es un género de las mantis, de la familia Amorphoscelidae, del orden Mantodea. Tiene 1 especie reconocidas científicamente.

## Especies
- Paramorphoscelis gondokorensis (Werner, 1907)